# MrBeast Burger
MrBeast Burger é uma rede virtual de fast-food norte-americana, fundada e desenvolvida pela personalidade da internet Jimmy Donaldson (MrBeast), em parceria com a Virtual Dining Concepts. Atualmente, atende mais de mil locais na América do Norte e Europa, com planos de expansão para mais países.
As redes apresentam um menu composto por vários hambúrgueres, batatas fritas, sobremesas e bebidas enlatadas. Os clientes podem pedir comida através do aplicativo, que por sua vez é preparado nos restaurantes associados.

## História

### Pré-lançamento
Embora não esteja claro quando Donaldson começou a trabalhar no MrBeast Burger, ele afirmou em sua conta do Twitter que estava planejando o lançamento "desde sempre". Will Hyde, gerente do canal do YouTube de Donaldson, disse que o projeto estava em andamento há vários meses, enquanto Reed Duchscher, outro gerente, afirmou que estava planejado há mais de um ano. A conta oficial no Twitter do MrBeast Burger foi criada em 12 de agosto de 2020 e os locais apareceram aos usuários do aplicativo dias antes do lançamento oficial.

### Lançamento
MrBeast Burger foi inaugurado oficialmente em 10 de novembro de 2020, em Wilson, Carolina do Norte. Este local, que era um restaurante Burger Boy temporariamente redecorado, era o único local físico da loja. Em um vídeo do YouTube, Donaldson anunciou comida grátis, além da doação de dinheiro, eletrônicos e um carro para clientes que passaram no drive-through do prédio. O evento atraiu milhares de clientes, com a fila chegando a 20 milhas às vezes.
Embora a polícia tenha trabalhado para controlar o tráfego, a fila acabou se tornando muito longa e, a pedido do departamento de polícia, foi encerrada. Donaldson enviou um vídeo deste evento em seu canal do YouTube em 19 de dezembro de 2020, onde anunciou oficialmente a abertura da rede com 300 locais nos Estados Unidos. Ele também anunciou que uma parte de cada pedido seria doado para instituições de caridade, ajudando a garantir segurança alimentar em todo o mundo.
MrBeast Burger rapidamente ganhou popularidade depois que foi anunciado. Logo após o envio do vídeo, ele alcançou o primeiro lugar entre os mais assistidos no YouTube, e os aplicativos atingiram o primeiro lugar na Apple Store e Google Play Store. Os aplicativos ficaram sobrecarregados, causando interrupções temporárias de serviço para alguns usuários. O problema foi corrigido logo em seguida. Devido ao aumento de popularidade, quase todos os 300 locais relataram ficar sem comida na primeira noite.
Três meses após sua abertura, MrBeast Burger ultrapassou 1 milhão de hambúrgueres vendidos. Em 26 de abril de 2021, MrBeast Burger anunciou uma parceria com o YouTuber Dream envolvendo a introdução de um novo hambúrguer por tempo limitado com duas carnes, queijo, alface, maionese, bacon, dois picles e abacate amassado.
Em 18 de março de 2022, Donaldson anunciou em um vídeo do seu canal o lançamento do "Shrek Quesadilla". A Universal Studios permitiu o licenciasse do personagem Shrek. A quesadilla consiste em duas carnes, queijo, picles e cebola.

### Expansão
Desde a sua abertura inicial, foram anunciados planos para a expansão dos locais.  Após reclamações de inscritos que não moravam em áreas atendidas por delivery, Donaldson reconheceu o problema e afirmou que estão em andamento esforços para aumentar a quantidade de locais.
Os primeiros locais do Canadá foram disponibilizados no início de fevereiro, inicialmente em Toronto, Edmonton e Calgary, e posteriormente em Vancouver, Halifax e em Winnipeg. Os primeiros locais no Reino Unido foram disponibilizados no início de maio, cinco locais no país. Em 11 de setembro de 2021, eram mil locais no total.

## Recepção

### Qualidade
Após a abertura, MrBeast Burger recebeu críticas mistas. Muitos clientes compartilharam suas opiniões no Twitter, com alguns elogiando a rede enquanto outros se queixaram de mau serviço, longos tempos de espera e uma apresentação pouco atraente.  Além disso, surgiram acusações de que as redes estavam servindo alimentos crus. Os YouTubers Josh Carrott e Ollie Kendal provaram alguns lanches em seu canal; foi mostrado um hambúrguer com pão mofado.
Embora muitos clientes tenham tentado entrar em contato com Donaldson para expressar suas reclamações diretamente, outros saíram em defesa dele e redirecionaram a culpa para os restaurantes que preparavam os pedidos. Como a rede funciona apenas virtualmente, os pedidos são preparados pelo restaurante associado.
Donaldson abordou as queixas no Twitter, afirmando: "Serei o primeiro a admitir que não somos perfeitos!...[Algumas] pessoas tiveram problemas e eu os reembolsarei com prazer e farei o que for preciso para corrigir!"

### Crise durante pandemia
MrBeast Burger tornou-se uma segunda fonte de receita para restaurantes em dificuldades financeiras durante a pandemia de COVID-19. A rede apresentou um cardápio que se adapta facilmente a muitas cozinhas sem a necessidade de novos equipamentos ou treinamento. Um local fora de Dallas informou ter ganho mais de US$ 7.000 no primeiro dia de abertura. A maioria dos restaurantes dos quais MrBeast Burger opera são Buca di Beppos, Bertucci's e Bravo! Italian Kitchens, mas outros restaurantes também podem se inscrever para integrar a rede.